# Orcus australasiae
Espèce
Orcus australasiae est une espèce d'insectes coléoptères de la famille des coccinelles.